# Municipio de Spruce Hill (Minnesota)
El municipio de Spruce Hill (en inglés: Spruce Hill Township) es un municipio ubicado en el condado de Douglas en el estado estadounidense de Minnesota. En el año 2010 tenía una población de 441 habitantes y una densidad poblacional de 4,72 personas por km².

## Geografía
El municipio de Spruce Hill se encuentra ubicado en las coordenadas 46°3′34″N 95°12′54″O / 46.05944, -95.21500. Según la Oficina del Censo de los Estados Unidos, el municipio tiene una superficie total de 93.49 km², de la cual 92,92 km² corresponden a tierra firme y (0,61 %) 0,57 km² es agua.

## Demografía
Según el censo de 2010, había 441 personas residiendo en el municipio de Spruce Hill. La densidad de población era de 4,72 hab./km². De los 441 habitantes, el municipio de Spruce Hill estaba compuesto por el 99,77 % blancos y el 0,23 % eran de una mezcla de razas. Del total de la población el 0 % eran hispanos o latinos de cualquier raza.